# 寺田陽介
寺田 陽介（てらだ ようすけ、1934年11月19日 - ）は、福岡県福岡市出身の元プロ野球選手（一塁手）。右投右打。

## 経歴
博多工業から濃人渉が監督を務める日鉄二瀬に進む。1954年から2年連続で都市対抗野球大会に出場。1955年の大会では東洋高圧大牟田に補強され、日立製作所との1回戦で決勝本塁打を放つなど活躍。準々決勝で全鐘紡に敗退するが好打者として注目を集める。この時のチームメートに小淵泰輔がいた。
1956年に南海ホークスに入団。入団に当たっては地元の西鉄ライオンズとの間で激しい争奪戦があり、西鉄が投手の島原幸雄を獲得の見返りに日鉄に譲渡するという噂まで流れたほどであった。当時、南海の監督であった鶴岡一人は、守備はよい一方で、「穴が多く、いい投手にかかると打てないという欠点」があり、期待ほどの実績はあげられなかったと評しているものの、南海が400フィート打線と称していた打線の担い手の一人と位置づけられていた。
1年目の1956年には開幕から一塁手として出場、同じく新人の長谷川繁雄との併用ながら41試合に先発出場を果たす。翌1957年は長谷川が外野手に回り、八番打者、一塁手に定着、初の規定打席（24位、打率.234）にも達した。1959年には自己最多タイの本塁打13本を記録しオールスターゲームに初出場、第1戦で二塁打を記録。同年のリーグ優勝に貢献し、読売ジャイアンツとの日本シリーズでは全4試合に先発、15打数7安打4打点の活躍で首位打者賞を獲得、チーム日本一を支える。
1961年は五番打者として起用される試合も多く、打線の中軸として自身2回目のリーグ優勝を経験。読売との日本シリーズでも第1戦で堀内庄から本塁打を放つなど活躍。第4戦、9回裏二死の場面で、この打者を抑えれば勝利だったが、代打藤尾茂の打ち上げた飛球を一塁手の寺田が落球。このあと二死満塁となって迎えた宮本敏雄の打席で球審・円城寺満の判定をめぐるトラブルの後、宮本に適時打を打たれサヨナラ負けとなった。寺田は第5戦で伊藤芳明、最終第6戦でも堀本律雄から本塁打を放ち気を吐くが、結果的に第4戦の失策がシリーズの流れを変えてしまい巨人が優勝、まさに南海にとっても寺田にとっても痛恨の失策だった。
1962年に、半田春夫、長谷川繁雄と共に、井上登との交換トレードで中日ドラゴンズへ移籍（南海監督であった鶴岡一人は、「このまま南海にいたら、ヤジなどで苦しむ」と思ってトレードに出したと言っている）。開幕直後は四番打者としても起用され、移籍後初打席ではホームランを放つ活躍をする。なお、チーム移籍後の初打席でのホームランは2021年に加藤翔平が打つまでは寺田だけが持つ唯一の記録であった。
同年のシーズン前半はレギュラーとして出場するが、打撃不振が続きドン・ニューカム、ラリー・ドビーに定位置を譲る。1964年に山本久夫との交換トレードで、東映フライヤーズに移籍するが、あまり活躍の場はなく同年限りで引退した。
鶴岡によると、中日で1シーズンだけプレーしたあとに鶴岡のところにやってきて、「フライを捕るたびに、あのことを思い出します」と言って、選手を続ける自信を失っていたという。
引退後は完全に球界と絶縁同然の状態にあったが、1989年にテレビ朝日で放送されたセ・パ両リーグ発足40年を記念したドキュメンタリー番組に落球事件の証言者として出演、久々に公の場に姿を見せた（当時石材加工業を営んでおり、仕事場で取材に答えていた）。また、南海OBを中心に運営されている少年野球チーム『ジュニアホークス』の選手がTBS「筋肉番付」の「ストラックアウト」に挑戦した際も、同チームの関係者として登場していた。現在も同業（平尾石材店）を続けている。
上記の落球事件が有名であるが、1956年8月14日の西鉄戦では、逆に寺田が打ち上げた凡フライを西鉄の関口清治が落球し、逆転打となった経験もある。

## 詳細情報

### 年度別打撃成績
| 年 度     | 球 団     | 試 合 | 打 席 | 打 数 | 得 点 | 安 打 | 二 塁 打 | 三 塁 打 | 本 塁 打 | 塁 打 | 打 点 | 盗 塁 | 盗 塁 死 | 犠 打 | 犠 飛 | 四 球 | 敬 遠 | 死 球 | 三 振 | 併 殺 打 | 打 率 | 出 塁 率 | 長 打 率 | O P S |
| --------- | --------- | ----- | ----- | ----- | ----- | ----- | -------- | -------- | -------- | ----- | ----- | ----- | -------- | ----- | ----- | ----- | ----- | ----- | ----- | -------- | ----- | -------- | -------- | ----- |
| 1956      | 南海      | 144   | 306   | 267   | 23    | 66    | 9        | 0        | 7        | 96    | 32    | 3     | 3        | 4     | 3     | 26    | 2     | 6     | 56    | 3        | .247  | .328     | .360     | .687  |
| 1957      | 南海      | 129   | 440   | 406   | 42    | 95    | 19       | 1        | 13       | 155   | 39    | 0     | 0        | 3     | 1     | 28    | 1     | 2     | 76    | 15       | .234  | .287     | .382     | .668  |
| 1958      | 南海      | 112   | 387   | 348   | 34    | 78    | 9        | 2        | 9        | 118   | 41    | 2     | 2        | 4     | 2     | 30    | 2     | 3     | 51    | 12       | .224  | .291     | .339     | .630  |
| 1959      | 南海      | 129   | 476   | 440   | 55    | 115   | 13       | 3        | 13       | 173   | 61    | 3     | 1        | 2     | 6     | 26    | 1     | 2     | 72    | 12       | .261  | .306     | .393     | .699  |
| 1960      | 南海      | 124   | 452   | 414   | 42    | 103   | 19       | 1        | 10       | 154   | 52    | 3     | 3        | 3     | 4     | 30    | 5     | 1     | 61    | 17       | .249  | .301     | .372     | .673  |
| 1961      | 南海      | 126   | 426   | 399   | 36    | 102   | 16       | 1        | 8        | 144   | 54    | 2     | 1        | 5     | 2     | 18    | 0     | 2     | 68    | 14       | .256  | .291     | .361     | .652  |
| 1962      | 中日      | 125   | 281   | 264   | 14    | 54    | 6        | 0        | 5        | 75    | 24    | 1     | 0        | 3     | 2     | 10    | 0     | 2     | 50    | 13       | .205  | .239     | .284     | .523  |
| 1963      | 中日      | 61    | 57    | 56    | 3     | 10    | 3        | 0        | 1        | 16    | 9     | 0     | 0        | 0     | 0     | 1     | 0     | 0     | 15    | 0        | .179  | .193     | .286     | .479  |
| 1964      | 東映      | 77    | 89    | 83    | 6     | 17    | 3        | 1        | 2        | 28    | 7     | 0     | 1        | 0     | 0     | 6     | 1     | 0     | 16    | 2        | .205  | .258     | .337     | .596  |
| 通算：9年 | 通算：9年 | 1027  | 2914  | 2677  | 255   | 640   | 97       | 9        | 68       | 959   | 319   | 14    | 11       | 24    | 20    | 175   | 12    | 18    | 465   | 88       | .239  | .290     | .358     | .648  |

### 表彰
- 日本シリーズ首位打者賞：1回 （1959年）

### 記録
節目の記録
- 1000試合出場：1964年7月5日 ※史上86人目

その他の記録
- オールスターゲーム出場：1回 （1959年）

### 背番号
- 3（1956年 - 1961年）
- 23（1962年 - 1963年）
- 14（1964年）